# جامعة سونغ كيون كوان
جامعة سونغ كيون كوان (بالكورية: 성균관대학교؛ بالهانجا: 成均館大學校)، هي جامعة بحثية خاصة تقع في مدينتي سول وسوون في كوريا الجنوبية.
تعود جذور الجامعة إلى مؤسسة سونغ كيون كوان التاريخية التي تأسست عام 1398 في وسط سول. كانت هذه المؤسسة التعليمية الأهم خلال فترة حكم سلالة جوسون، حيث خضعت لإدارة صارمة وفق القوانين الكبرى للدولة وبموافقة ملكية.
في منتصف القرن العشرين، وبتوصية من المفكرين التقدميين وعلماء الكونفوشية، أُعيد هيكلة المؤسسة لتصبح جامعة شاملة. ومنذ ذلك الحين، شهدت الجامعة توسعًا كبيرًا في برامجها الأكاديمية ومجالات دراستها.

## وصلات خارجية
- (بالكورية) الموقع الرسمي
- (بالإنجليزية) الموقع الرسمي